# Tomás de Zubiría Ybarra
Tomás Carlos de Zubiría e Ybarra (Bilbao, 1857 – ib., 1932) fue un empresario y político español.

## Orígenes
Tomás Carlos de Zubiría e Ybarra, (I conde de Zubiría), empresario español, pertenecía a una familia de la burguesía vasca de honda raigambre industrial. Era hijo del financiero bilbaíno Cosme Zubiría Echeandía (1808–1882) y de Prudencia Ybarra Gutiérrez de Caviedes (1819–1882), hija a su vez del patriarca de la saga de los Ybarra, José Antonio Ybarra de los Santos (1774–1849), y hermana del I  conde de Ybarra, José María Ybarra Gutiérrez de Caviedes. Tomás de Zubiría contrajo matrimonio con María del Carmen Somonte y Basabe (1868–1952), con quien tuvo once hijos. Entre sus hermanos, destacan el industrial Luis de Zubiría e Ybarra y Pedro de Zubiría e Ibarra, I marqués de Yanduri).
Cursó estudios en la Escuela de Ingeniería de Lieja (Bélgica). A su actividad empresarial cabría  sumar su papel en política: diputado a Cortes y senador del Reino.

## Empresario
Tomás Zubiría Ybarra ha sido uno de los grandes empresarios españoles del primer cuarto del siglo XX. Su actividad estuvo centrada, principalmente, en los sectores de la siderurgia, la metalurgia y la construcción naval. 
En 1894, tras la muerte de su hermano mayor, Luis de Zubiría e Ybarra, entró en el consejo de administración de los Altos Hornos de Bilbao y cuatro años más tarde ya era uno de sus mayores accionistas.
A partir de 1899 se produjo el mayor ascenso de Tomás de Zubiría. Ese año comenzaron las gestiones para la fusión de los Altos Hornos de Bilbao, la Compañía Anónima de Metalurgia y Construcción Vizcaya (La Vizcaya) y, más tarde, la Sociedad Anónima La Iberia. La fusión de aquellas tres compañías daría origen al nacimiento de Altos Hornos de Vizcaya, la mayor empresa del país, e indiscutible protagonista del desarrollismo industrial vasco del siglo XX. 
Dirigió las riendas de Altos Hornos de Vizcaya, sociedad de la que fue su primer presidente, durante casi 30 años, casi los mismos que pasaría al frente de otra de las grandes compañías españolas: la Sociedad Española de Construcción Naval (la Naval). 
Tomás Zubiría fundó, asimismo, otras empresas como el Banco de Vizcaya (1901), la naviera Compañía Marítima del Nervión (1907), o la Sociedad Arriola, Arisqueta y Cía. (1920), al tiempo que mantuvo los intereses familiares en la importante metalúrgica Tubos Forjados, de la que fue socio fundador junto a su hermano Luis de Zubiría, casado con Florentina Urízar Roales (hija de Luciano Urízar), cuyos negocios tutelaría tras el prematuro fallecimiento de su hermano.

## Político
En 1901 comenzó su carrera política, y propuso su candidatura para diputado a Cortes por Bilbao, de la que salió elegido, al igual que en las cuatro convocatorias siguientes.
Tomás sería ennoblecido en 1907 por el rey Alfonso XIII al ser nombrado I conde de Zubiría. Tres años después, en las siguientes elecciones, decidió no presentarse a las Cortes sino al Senado, donde ocupó un escaño en el mismo hasta que en el año 1918 se vio obligado a retirar su candidatura por la creciente fuerza de los nacionalistas vascos. En 1919 fue uno de los inspiradores de la Liga de Acción Monárquica.